# Lippai Balázs
Lippai Balázs (? – Kassa, 1605. január 6.) hajdúkapitány, a Bocskai-felkelés egyik főtisztje.

## Élete
Cigány családból származott, katonai pályafutását Lippa várában kezdte közlegényként.
1604. október 14-én már mint hajdúkapitány az elsők között csatlakozott Bocskai Istvánhoz. Kitűnt a Barbiano di Belgioioso gróf, kassai főkapitány császári csapatai elleni álmosdi csatában. Lippai és Némethy Balázs irányításával háromezer, nagyrészt lovas-puskás hajdú megfutamította a Johannes Pezzen vezette, mintegy kétezer gyalogost, hatszáz lovast és kilenc ágyút felvonultató császári sereget. A császáriak nagy részét megsemmisítették vagy elfogták. A hajdúcsapatok váratlan támadása nyomán a Partium és a Tiszántúl Bocskai kezére került.
Lippai Balázs főkapitányként 1604. október 28-án bocsátotta ki első ismert kiáltványait a felső-magyarországi vármegyékhez, városokhoz és várakhoz. Mint „az igaz hit mellett, a Magyarország mellett s az Istennek templomi mellett felfegyverkezett magyar keresztyén vitézlő rendeknek, kik mivelünk vannak, főkapitányok” közli, hogy „az igaz hitnek vallásáért kezdettük el … a hadakozást”, hogy „frigyünk az török császárral, tatár császárral …, vagyon”, s „hogyha mindjárást mi hozzánk nem jöttök, bizony fejenként meg kell halnotok …, mert tartozunk az mi édes hazánknak s nemzetségünknek, hogy szabadulása legyen ez sok ínségtől”.
Féktelen, de vitéz ember volt, a szabadságharc kezdeti szakaszának hadműveleteiben vezető szerepet játszott. Valószínűleg túlságosan az előtérbe nyomult, emiatt – Bastával való titkos levelezés ürügyén – a nemesi vezetés megszilárdulásakor Bocskai kivégeztette. 
1605. január 6-án Káthay Mihály kassai szállásán a lázongó Lippait Sennyey Miklós és Nagy Albert lekaszabolta.

## A szépirodalomban
- Geréb László: A parasztgenerális[3] (Ifjúsági Kiadó, Budapest, 1954) Online elérhetőség